# Gérard de Groesbeek
Gerard van Groesbeeck, connu en français sous le nom de Gérard de Groesbeek, né à Kuringen au Comté de Looz en 1517 et décédé à Liège le 23 décembre 1580. Créé cardinal-prêtre au consistoire du 21 février 1578, il ne semble pas qu'il en ait reçu les insignes. Il fut prince-évêque de la principauté de Liège de 1564 à 1580.

## Biographie
Il fut imposé coadjuteur en 1562 et devient prince-évêque de Liège en 1564 jusqu'en 1580, élu abbé de Stavelot en 1576.
Créé cardinal par le pape Grégoire XIII en 1578 pour sa lutte contre l'hérésie.
Il invite les Jésuites à Liège, principalement pour la prédication dans les régions septentrionales (Maaseik, Maastricht, Tongres) plus influencées par les idées calvinistes. D'abord installés près de l'église Saint-Servais (en 1569), puis rue Souverain-Pont, les jésuites reprendront - à l'invitation du successeur de Groesbeek - l'école des Frères de la vie commune. Ce sera le Collège en Isle qui ouvre ses portes en 1582 à l'emplacement actuel de l'Université de Liège, place du Vingt-Août.
En 1568, Guillaume d'Orange accusant la cité de défendre les Espagnols et les Portugais, brûle les alentours de Liège (Sainte-Walburge, Hocheporte, Val-Benoît, le faubourg Saint-Laurent, etc.). Gérard de Groesbeek, à la tête des milices liégeoises, le fait battre en retraite.
En 1569, malgré l'hostilité des liégeois, Gérard de Groesbeek renouvelle avec Philippe II d'Espagne le traité d'alliance qui avait été conclu en 1518, entre Érard de La Marck et Charles Quint. 
Le 4 juillet 1572, il réforme complètement les règles de procédure devant les tribunaux. Cette réforme a pour but d'éviter les abus et de réduire la longueur des procédures. Pour ce faire, des tarifs sont fixés, des conditions d'aptitude à la fonction d'échevin sont requises, des incompatibilités sont introduites, l'égalité devant la justice et l'indépendance des tribunaux sont consacrées. Ce code connu sous le nom de Réformation de Groesbeek restera en vigueur jusqu'à la révolution liégeoise en 1789.
En 1577, il proclame la neutralité de la principauté de Liège.
Il est aussi à l'origine de taxes, autant sur la population que sur la noblesse, voire sur le commerce et fait également le premier grand crédit public : il demande 150 000 florins au Brabant.
Le 15 mai 1580, il entérine la fondation de la Compagnie des Arquebusiers de Visé et la pourvoit de statuts qui, à l'heure actuelle, sont toujours en activité dans cette confraternité assermentée.